# 1-Bromoctan
1-Bromoctan ist eine chemische Verbindung aus der Gruppe der aliphatischen Halogenalkane. Sie liegt als farblose Flüssigkeit mit charakteristischem Geruch vor.

## Gewinnung und Darstellung
1-Bromoctan  kann durch Reaktion von 1-Octanol mit Bromwasserstoffsäure gewonnen werden.

## Verwendung
1-Bromoctan wird als Zwischenprodukt zur Herstellung anderer chemischer Verbindungen (z. B. 1-Chloroctan) und bei Synthesen in der organischen Chemie verwendet.

## Verwandte Verbindungen
Die analogen Verbindungen mit Chlor (1-Chloroctan) und Iod (1-Iodoctan) sind ebenfalls bekannt.